# Stenophyllia modesta
Stenophyllia modesta är en insektsart som först beskrevs av Blanchard 1851.  Stenophyllia modesta ingår i släktet Stenophyllia och familjen vårtbitare. Inga underarter finns listade i Catalogue of Life.